# PSRL-1
Le PSRL-1 (en anglais : Precision Shoulder-fired Rocket Launcher-1 : « lance-grenade d'épaule de précision ») est un lance-grenade propulsé par une roquette non guidée, antichar, portatif et réutilisable construit aux États-Unis.

## Caractéristiques

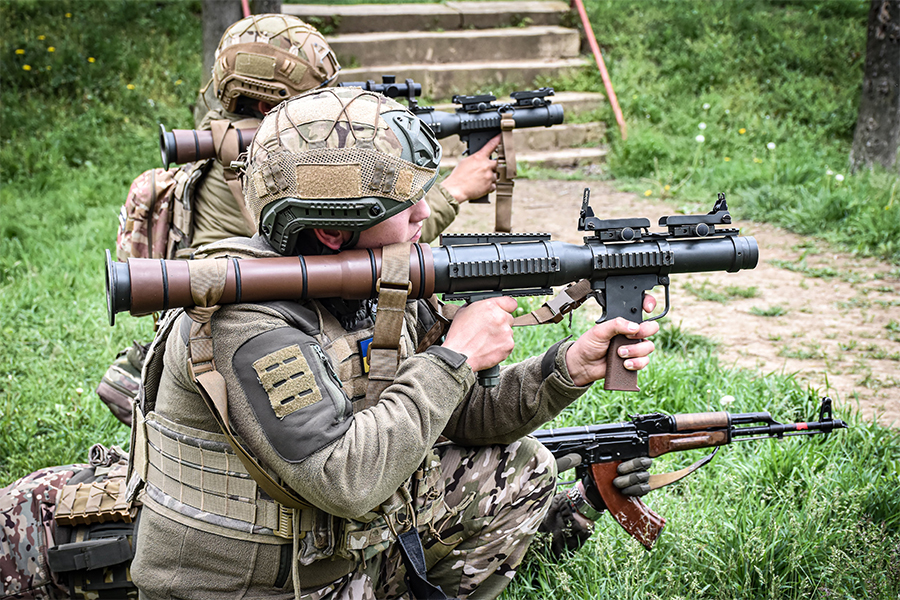
Gardes nationaux ukrainiens en exercice avec des PSRL-1

En 2009, la société américaine AirTronic USA, fondé en 1993, a présenté sa version modernisée du RPG-7, appelée RPG-7 USA, qui a ensuite été rebaptisée PSRL-1. L'arme est choisi par un programme du Commandement des opérations spéciales des États-Unis en 2015, et le PSRL-1 entre en production à la mi-2016 a Spring Branch (comté de Comal, Texas)
Les premières ventes confirmées ont été faites aux forces armées ukrainiennes en 2017. 
Les dernières livraisons au gouvernement américain ont lieu en mars 2023,. L'entreprise est fermé en date de 2024.

### Variantes
Munitions : 
- SR-H1, pesant 3,82 kg, de 93 mm perçant 500 mm de blindage homogène laminé.
- SR-T2, pesant 2,12 kg, de 70 mm à charge inerte d'entrainement.

Lanceur :
- GS-777/PSRL-2, plus avancé fabriqué à partir d'un polymère à haute résistance qui réduit le poids total du lanceur à 3,5 kg. Bien que le poids soit alors passé à 4,3 kg pour améliorer encore la durabilité et le cycle de vie.

## Utilisateurs
- Pérou
- Philippines
- Turquie
- Ukraine[4]
- États-Unis